# Washington County (Florida)
Das Washington County ist ein County im Bundesstaat Florida der Vereinigten Staaten. Verwaltungssitz (County Seat) ist Chipley. Das County gehört zu den Dry Counties, was bedeutet, dass der Verkauf von Alkohol eingeschränkt oder verboten ist.

## Geschichte
Das Washington County wurde am 9. Dezember 1825 aus Teilen des Jackson County gebildet. Benannt wurde es nach George Washington, dem ersten Präsidenten der Vereinigten Staaten, dessen Amtszeit von 1789 bis 1797 dauerte. Im Jahr 1899 setzte sich in einem Volksentscheid eine knappe Mehrheit für das Verbot der Herstellung und des Verkaufs von Alkohol durch.

## Geographie
Das County liegt im Nordwesten von Florida und hat eine Fläche von 1595 Quadratkilometern, wovon 93 Quadratkilometer Wasserfläche sind. Es grenzt im Uhrzeigersinn an folgende Countys: Jackson County, Bay County, Walton County und Holmes County.

## Demografische Daten

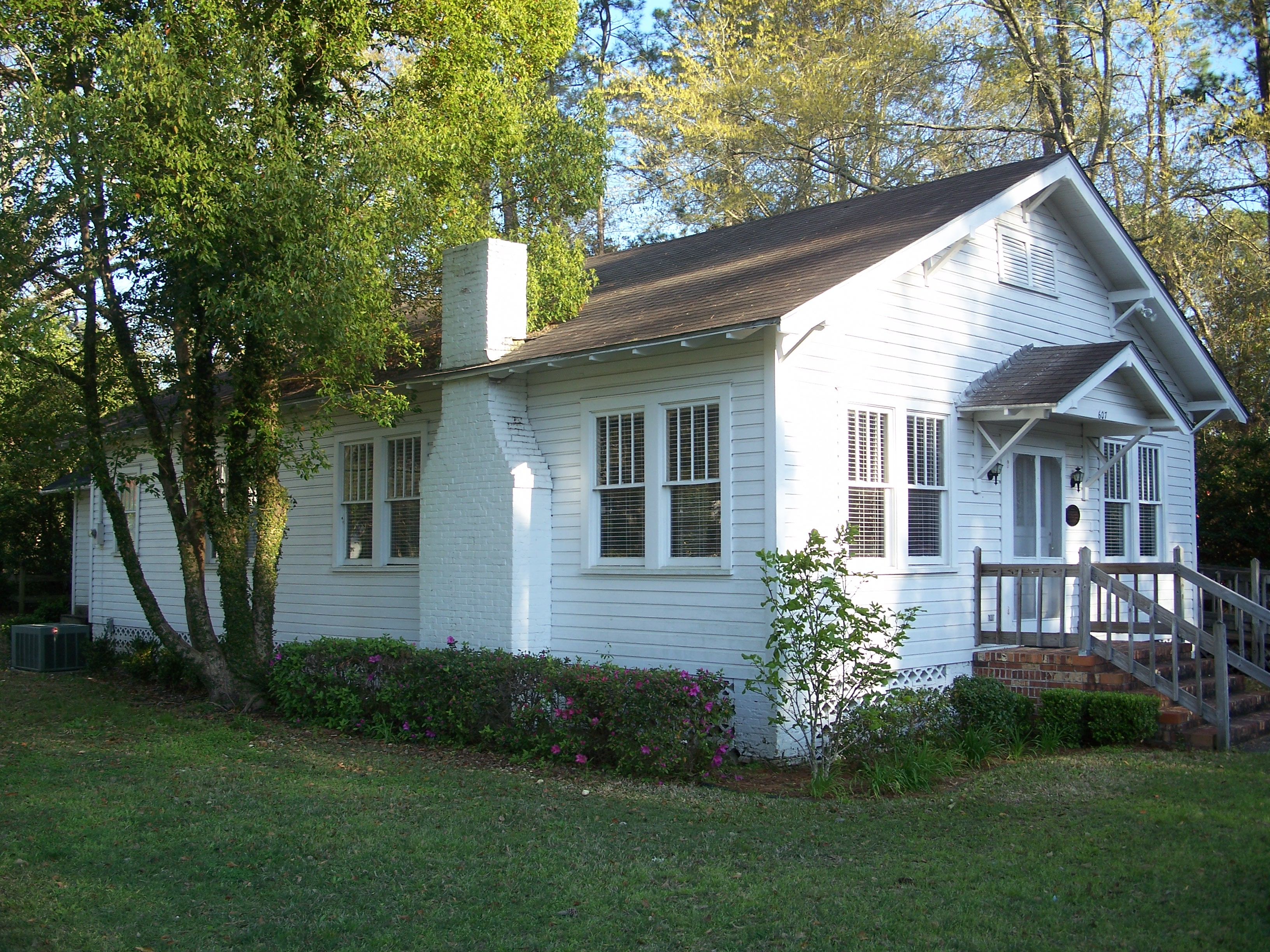
Woman’s Club of Chipley (2007). Das Clubhaus ist seit Dezember 1997 im NRHP eingetragen.

Nach der Volkszählung im Jahr 2010 lebten im Washington County 24.896 Menschen in 10.755 Haushalten. Die Bevölkerungsdichte betrug 16,6 Einwohner pro Quadratkilometer. Ethnisch betrachtet setzte sich die Bevölkerung zusammen aus 80,4 % Weißen, 15,0 % Afroamerikanern, 1,3 % Indianern und 0,5 % Asian Americans. 0,7 % waren Angehörige anderer Ethnien und 2,1 % verschiedener Ethnien. 2,9 % der Bevölkerung bestand aus Hispanics oder Latinos.
Im Jahr 2010 lebten in 31,7 % aller Haushalte Kinder unter 18 Jahren sowie 31,8 % aller Haushalte Personen mit mindestens 65 Jahren. 69,9 % der Haushalte waren Familienhaushalte (bestehend aus verheirateten Paaren mit oder ohne Nachkommen bzw. einem Elternteil mit Nachkomme). Die durchschnittliche Größe eines Haushalts lag bei 2,50 Personen und die durchschnittliche Familiengröße bei 2,97 Personen.
23,7 % der Bevölkerung waren jünger als 20 Jahre, 25,8 % waren 20 bis 39 Jahre alt, 28,9 % waren 40 bis 59 Jahre alt und 21,5 % waren mindestens 60 Jahre alt. Das mittlere Alter betrug 40 Jahre. 54,5 % der Bevölkerung waren männlich und 44,5 % weiblich.
Das jährliche Durchschnittseinkommen eines Haushalts betrug 38.536 USD, dabei lebten 20,9 % der Bevölkerung unter der Armutsgrenze.

Im Jahr 2010 war englisch die Muttersprache von 94,40 % der Bevölkerung, spanisch sprachen 2,51 % und 3,09 % hatten eine andere Muttersprache.

## Kultur und Sehenswürdigkeiten

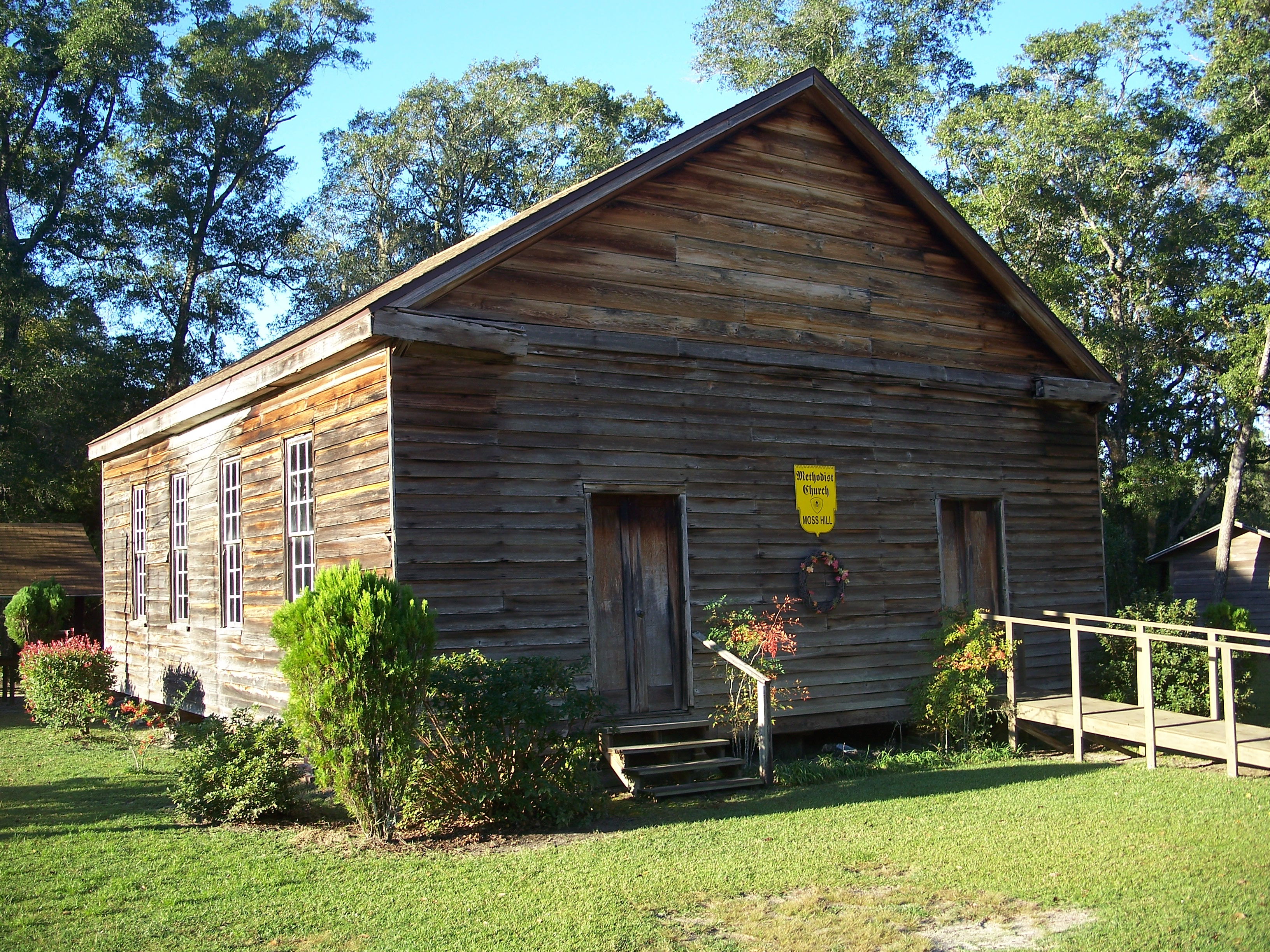
Moss Hill Church (2010). Die methodistische Kirche entstand 1857 in Holzbauweise, nachdem sich die Gemeinde dort seit den 1820er Jahren etabliert hatte. Im November 1983 erhielt die Kirche als erstes Objekt im Washington County einen Eintrag in das NRHP.

Fünf Bauwerke und Stätten im Washington County sind im National Register of Historic Places („Nationales Verzeichnis historischer Orte“; NRHP) eingetragen (Stand 14. März 2023), darunter eine Kirche, das Vereinshaus eines Frauenclubs und ein ehemaliges Rathaus.

## Orte im Washington County
Orte im Washington County mit Einwohnerzahlen der Volkszählung von 2010:
Cities:
- Chipley (County Seat) – 3.605 Einwohner
- Vernon – 687 Einwohner

Towns:
- Caryville – 411 Einwohner
- Ebro – 270 Einwohner
- Wausau – 383 Einwohner